# Samuel Washington Woodhouse
Samuel Washington Woodhouse (Filadelfia, 27 de junio de 1821 - Filadelfia, 23 de octubre de 1904) fue un cirujano, explorador y naturalista estadounidense. Fue descubridor de tres especies de aves y cuatro de mamíferos.
Después de sus estudios primarios escolares, se convirtió en agricultor en 1840, donde empezó a sentir atracción hacia los estudios asociados a la ornitología; desde ese entonces empezó a fomentar diferentes amistades, convirtiéndose en amigo de personas como Thomas Nuttall, Samuel George Morton, John Kirk Townsend y Robert Bridges.
Pero, decidido a que la ornitología no era de su preferencia, estudió medicina en la Universidad de Pensilvania y obtuvo un doctorado en 1847, donde poco después empezó a trabajar como asistente médico en un hospital de Filadelfia. Casi seguidamente al ingreso, renunció al cargo.
De ahí en adelante emprendió su carrera como explorador cuando se fue a una misión de dos años encabezada por el capitán Lorenzo Sitgreraves en el primer año y luego por el teniente israelita Carle Woodruff en el segundo. En ese período de tiempo, viajaron por Texas, Nuevo México, Arizona y el sureste de California.
Después de publicar poco más de ocho artículos de taxonomía en su libro Proceedings of the Academy of Natural Sciences of Philadelphia, y el término de la Guerra de Secesión, volvió a ejercer la medicina en Filadelfia.
En 1903 se hizo corresponsal de la American Ornithologists' Union hasta su muerte el 23 de octubre de 1904. Está sepultado en el Cementerio Episcopal de Santiago el Menor en Filadelfia.

## Abreviatura (zoología)
La abreviatura Woodhouse  se emplea para indicar a Samuel Washington Woodhouse como autoridad en la descripción y taxonomía en zoología.